# 美國陸軍第89憲兵旅
第89憲兵旅（英語：89th Military Police Brigade）是隸屬於美國陸軍第三軍的旅級部隊。成立於越南戰爭期間，當時任務是負責為兩個軍級單位提供作戰輔助。後來該旅在世界各地進行了許多行動，近年曾參與伊拉克自由行動兩次、持久自由行動，目前下轄四個憲兵營。

## 組織
- 第93d憲兵營（英语：93d Military Police Battalion）, 駐紮於布利斯堡
  - 第202憲兵連
  - 第212憲兵連
  - 第591憲兵連
  - 第978憲兵連
- 第97憲兵營（英语：97th Military Police Battalion (United States)）, 駐紮於萊利堡
  - 第116憲兵連
  - 第287憲兵連
  - 第300憲兵連
  - 第977憲兵連
  - 第73憲兵分遣隊
  - 第523憲兵分遣隊
- 第720憲兵營（英语：720th Military Police Battalion）, 駐紮於胡德堡
  - 第64憲兵連
  - 第401憲兵連
  - 第410憲兵連
  - 第411憲兵連
  - 第178/226憲兵分遣隊
- 第759憲兵營（英语：759th Military Police Battalion）, 駐紮於卡森堡
  - 第59憲兵連
  - 第110憲兵連
  - 第127憲兵連
  - 第984憲兵連
  - 第148憲兵分遣隊

## 歷史

### 越南戰爭
第89憲兵旅最初是一個“群”，大約相當於一個團的規模。第89憲兵群於1966年2月19日在正規軍中成立，並於同年3月15日在越南共和國啟用，隸屬第18憲兵旅。第89憲兵群的任務是為第三軍和第四軍的戰術區提供軍事警察勤務。雖然並未完全參與前線戰鬥，但在整個越戰中，第89憲兵群獲得15條參戰飄帶。隨著美軍從越南撤離，第89憲兵群也返回美國本土，並於1971年12月21日在路易斯堡解編。
第89憲兵旅在1972年9月13日於路易斯堡重啟，任務是指揮和管制3至5個憲兵營和其他附屬單位的行動。
第89憲兵群於1976年2月21日轉移到德克薩斯州胡德堡。1981年7月16日，第89憲兵群改組為第89憲兵旅。

### 後冷戰時代
第89憲兵旅散佈世界各地，支援美軍在海外的各種任務，從宏都拉斯、巴拿馬、古巴、索馬利亞、維京群島、波士尼亞到匈牙利，工作包含戰鬥及人道救援。第89憲兵旅也在波斯灣戰爭中發揮了輔助作用，第89憲兵旅在1990年和1991年被派往科威特和沙特阿拉伯進行沙漠盾牌和沙漠風暴。在這些行動中，第89憲兵旅為第十八空降軍提供了軍事警察勤務。第89憲兵旅也被認為曾經暴露在哈米西亞拆除事件造成的毒氣之中的單位之一。
在1989年的颶風雨果過後，第89憲兵旅參加了救災工作，並於1994年6月至11月在古巴關塔那摩灣參與海上信號行動。2002年1月駐紮在關塔那摩灣作為第160聯合特遣隊的總部。直到2002年5月由第43憲兵旅接替。

### 伊拉克自由行動
第89憲兵旅於2004年前往伊拉克支援伊拉克自由行動，並在2004年1月31日接替了第18憲兵旅的勤務，負責訓練伊拉克警察。第89憲兵旅於2004年12月返回胡德堡。

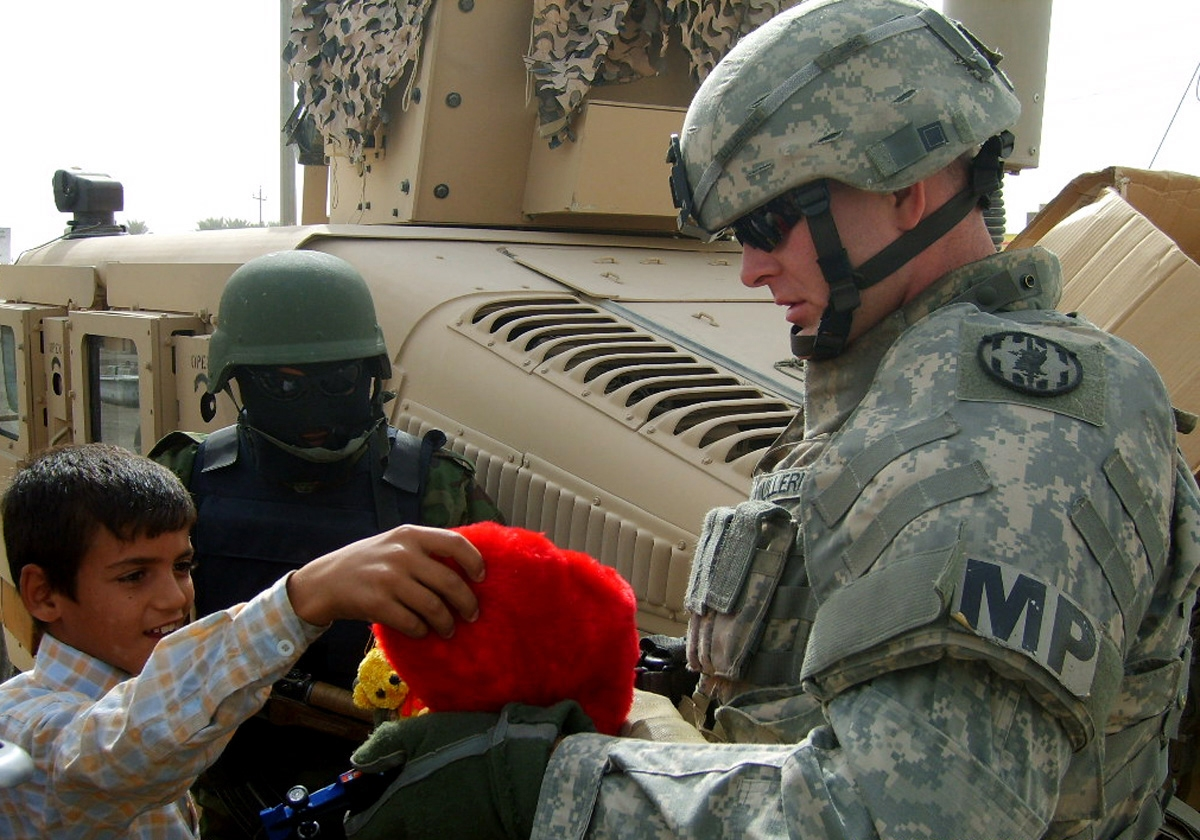
第89憲兵旅在伊拉克

第89憲兵旅於2006年8月第二次派駐到伊拉克，由超過5000名官兵組成，任務包括懲戒以及安全保衛，甚至在某些行動中使用警犬。但第89憲兵旅最主要的任務仍然是訓練伊拉克警察，尤其是伊拉克全國的地方警察（伊拉克國家警察由其他單位負責）。第89憲兵旅在這次行動中遭受一些傷亡，包括一名士兵被狙擊手射殺，一名士兵死於自殺式汽車炸彈攻擊，另外有兩人是死於非戰鬥相關之原因。第89憲兵旅在2007年10月返回美國本土，在伊拉克的任務由第18憲兵旅接替。
在第二次派駐期間，一名中校威廉·斯蒂爾因涉嫌通敵而遭到起訴，2007年10月19日，軍事法庭裁定斯蒂爾通敵的罪名不成立，但斯蒂爾因為其他兩項罪名而遭到判處有期徒刑。

### 持久自由行動
第410憲兵連於2009年5月部署到阿富汗，並於2010年5月返回。第116憲兵連於2010年5月部署到阿富汗楠格哈爾省的辛沃前線作戰基地（FOB Shinwar），2011年5月返回。第401憲兵連和第64憲兵連於2010年5月部署到阿富汗，2011年4月返回。第411連於2011年5月部署到阿富汗坎達哈省，2012年5月返回胡德堡。第720憲兵營於2011年12月部署到阿富汗，並於2012年12月返回。

## 榮譽

### 參戰飄帶
| 戰爭           | 飄帶                                              | 年分      |
| -------------- | ------------------------------------------------- | --------- |
| 越南戰爭       | 越南防衛 Vietnam Defense                          | 1965      |
| 越南戰爭       | 第一階段反攻 Counteroffensive, Phase I            | 1965–1966 |
| 越南戰爭       | 第二階段反攻 Counteroffensive, Phase II           | 1966–1967 |
| 越南戰爭       | 第三階段反攻 Counteroffensive, Phase III          | 1967-1968 |
| 越南戰爭       | 春節反攻 Tet Counteroffensive                     | 1968      |
| 越南戰爭       | 第四階段反攻 Counteroffensive, Phase IV           | 1968      |
| 越南戰爭       | 第五階段反攻 Counteroffensive, Phase V            | 1968      |
| 越南戰爭       | 第六階段反攻 Counteroffensive, Phase VI           | 1968–1969 |
| 越南戰爭       | 1969年春節攻勢/反攻 Tet 69/Counteroffensive       | 1969      |
| 越南戰爭       | 1969年夏–秋 Summer–Fall 1969                      | 1969      |
| 越南戰爭       | 1970年冬-春 Winter–Spring 1970                    | 1969–1970 |
| 越南戰爭       | 保護區反攻 Sanctuary Counteroffensive             | 1970      |
| 越南戰爭       | 第七階段反攻 Counteroffensive, Phase VII          | 1970–1971 |
| 越南戰爭       | 第一階段鞏固 Consolidation I                      | 1970      |
| 越南戰爭       | 第二階段鞏固 Consolidation II                     | 1971      |
| 波斯灣戰爭     | 沙烏地阿拉伯防衛 Defense of Saudi Arabia          | 1990      |
| 波斯灣戰爭     | 科威特光復與防衛 Liberation and Defense of Kuwait | 1990      |
| 波斯灣戰爭     | 停火 Cease-Fire                                   | 1991      |
| 伊拉克自由行動 | 伊拉克 Iraq                                       | 2004–2005 |
| 伊拉克自由行動 | 伊拉克 Iraq                                       | 2006–2008 |
| 持久自由行動   | 阿富汗 Afghanistan                                | 2010      |

### 單位勛獎
| 勳表 | 名稱                             | 年分      | 成就           |
| ---- | -------------------------------- | --------- | -------------- |
|      | 功績部隊嘉獎                     | 1967–1968 | 在越南執勤。   |
|      | 功績部隊嘉獎                     | 2004      | 在伊拉克執勤。 |
|      | 功績部隊嘉獎                     | 2006–2007 | 在伊拉克執勤。 |
|      | 功績部隊嘉獎                     | 2009–2010 | 在伊拉克執勤。 |
|      | 越南共和國英勇十字勳章鑲邊棕櫚葉 | 1965–1970 | 在越南執勤。   |

## 外部連結
- 官方臉書 （页面存档备份，存于）